# Ringkøbing Stadion
Ringkøbing Stadion eller Green Arena er et fodboldstadion i Ringkøbing, som er hjemsted for 2. divisionsklubben Ringkøbing IF.